# Edward Borysewicz
Edward Borysewicz (ur. 3 sierpnia 1939 w Kisielewszczyźnie, zm. 17 listopada 2020 w Drezdenku) – polski kolarz i trener kolarstwa.

## Życiorys
Od 1958 trenował kolarstwo w klubie Społem Łódź, gdzie jego trenerem był Teofil Sałyga. Dwukrotnie zdobył mistrzostwo Polski w drużynowym wyścigu na 100 km (1962 i 1964). Karierę sportową zakończył w 1968 i rozpoczął pracę jako trener – w Społem Łódź (1968–1970 i 1973–1976) i Włókniarzu Łódź. W latach 1971–1975 był równocześnie trenerem polskiej kadry juniorów w kolarstwie. Wśród jego zawodników byli Mieczysław Nowicki, Wacław Latocha i Krzysztof Sujka.
W 1976 wyjechał do USA, od 1977 był trenerem olimpijskiej kadry kolarskiej tego kraju. Jego zawodnikiem był m.in. Greg LeMond. Poprowadził amerykańskich kolarzy do medali mistrzostw świata i igrzysk olimpijskich (m.in. Steve'a Hegga, Rebeccę Twigg i Alexi Grewala). Jednak sukcesy te były kwestionowane, jako uzyskane z pomocą dopingu krwi. Od 1987 do 1996 pracował w kolarskiej grupie Subaru-Montgomery, następnie występującej pod różnymi nazwami (Montgomery-Bell, U.S. Postal Service, U.S. Postal Service-Discovery Channel, Discovery Channel). Wśród jego kolarzy był Lance Armstrong, a także Cezary Zamana. W 1996 rozstał się z zawodowym peletonem, ale jeszcze w 2002 pracował w amerykańskim zespole kolarzy torowych UPMC Fuji Cycling, a w latach 2005–2007 był trenerem polskiej kadry kolarzy torowych seniorów.
Zmarł 17 listopada 2020 roku w Drezdenku na COVID-19.